# Distrito de Sócota
Sócota es uno de los distritos más importantes de la Provincia de Cutervo en la Región Cajamarca república del Perú. Ubicado en un hermoso valle en la que confluyen el río Sucse y el río Socotino, con una altitud a 1750 m s. n. m. y una extensión territorial de 34.82 km, presenta un clima templado lo que hace de este lugar un sitio acogedor y cálido como su gente.   
Desde el punto de vista jerárquico de la Iglesia católica forma parte de la Prelatura de Chota, sufragánea de la arquidiócesis de Piura.

## Historia
La presencia del hombre en estos lares se remonta a miles de años atrás, en el paleolítico y el neolítico, así lo evidencian las pinturas rupestres encontradas en Sucse y Mochadín, somos un pueblo con una herencia milenaria que nos llena de orgullo y una historia que nos da identidad. En la época pre inca pertenecimos probablemente a la cultura Huampus que posteriormente fue anexada al Imperio de los Incas en el gobierno de Huyna Capac, habitada en ese entonces por ayllus cómo  Los Lonya , Los Yamón, entre otros. En aquellos años una parte de su población fueron mitimaes, es decir población traída de otros lugares para cumplir tareas del Estado.
Con la llegada de los españoles se inicia la época colonial es entonces cuando los encomenderos y sacerdotes se adueñan de las tierras y se fundan los primeros pueblos, así, Sócota fue fundada por don Alonso de Alvarado en 1535 en su paso hacia el Amazonas en búsqueda de el Dorado llamada también por los españoles como “San Lorenzo de la Cruz de Sócota y fue parte del corregimiento de Cajamarca.
La creación política de nuestro distrito se dio el 5 de febrero de 1875 durante el gobierno de Manuel Pardo y Lavalle ;  paradójicamente casi nunca hay una celebración y homenaje en esta fecha tan importante para calendario cívico de los socotinos.

## Geografía
Tiene una superficie de 154,00 km²

## Autoridades

### Municipales
- 2015 - 2018[2]
  - Alcalde: Edison Carrasco Olivera, del Movimiento Regional Fuerza Social.
  - Regidores: Mercy Castro Toro, Marcos Jhony Pastor Banda, Miguel Julon Marrufo, Dany Campos Flores, Abel Vásquez Saucedo (Movimiento Mas)

### Policiales
- Comisario:    PNP Teodoro Collazos Molina

### Religiosas
- Prelatura de Chota[3]
  - Obispo Prelado: Mons. Fortunato Pablo Urcey, OAR

## Festividades
Sócota es conocido a nivel nacional por sus 2 grandes fiestas: 
- Virgen de la Candelaria a realizarse del 31 de enero hasta el 5 de febrero
- Patrono San Lorenzo que se realiza del 7 hasta el 11 de agosto de cada año.